# 東千秋
東 千秋（あずま ちあき、1942年 - ）は、日本の工学者（工学博士）。放送大学名誉教授。専門は、材料工学、高分子化学。

## 来歴
北海道生まれ。東京都立三鷹高等学校卒業。上智大学大学院理学研究科修士課程修了。昭和50年、上智大学より工学博士の学位を取得。博士論文は「α,β-不飽和カルボニル化合物の構造とその重合反応性に関する研究」。上智大学理工学部助手（1969年 - 1982年）、マサチューセッツ大学アマースト校高分子工学科客員研究員（1974年 - 1976年）、ブラジルリオデジャネイロ連邦大学高分子研究所客員教授（1980年 - 1981年）、上智大学理工学部講師（1982年）、リオデジャネイロ連邦大学高分子研究所准教授（1982年 - 1986年）、放送大学教養学部助教授（1986年 - 2006年）、同教授（2006年 - 2013年）を歴任。2013年3月に放送大学を定年退職し名誉教授の称号を得る。2007年にリオデジャネイロ連邦大学より名誉博士の称号を得る。

## 著作・共著・編集
- 入門 高分子材料設計（共著、共立出版、1981年）
- 材料工学 (放送大学教育振興会 1987年)
- 材料工学と産業・社会 (放送大学教育振興会 1996年)
- 材料工学と社会 (放送大学教育振興会 2001年)
- 物質の科学と先端技術 (放送大学教育振興会 2004年)
- 問題解決の発想と表現 (放送大学教育振興会 2004年)
- 物質循環と人間活動 (放送大学教育振興会 2007年)
- 技術革新を支える物質の科学（放送大学教育振興会 2008年）
- 問題発見と解決の技法（放送大学教育振興会 2008年）